# Hunsrück-Radweg

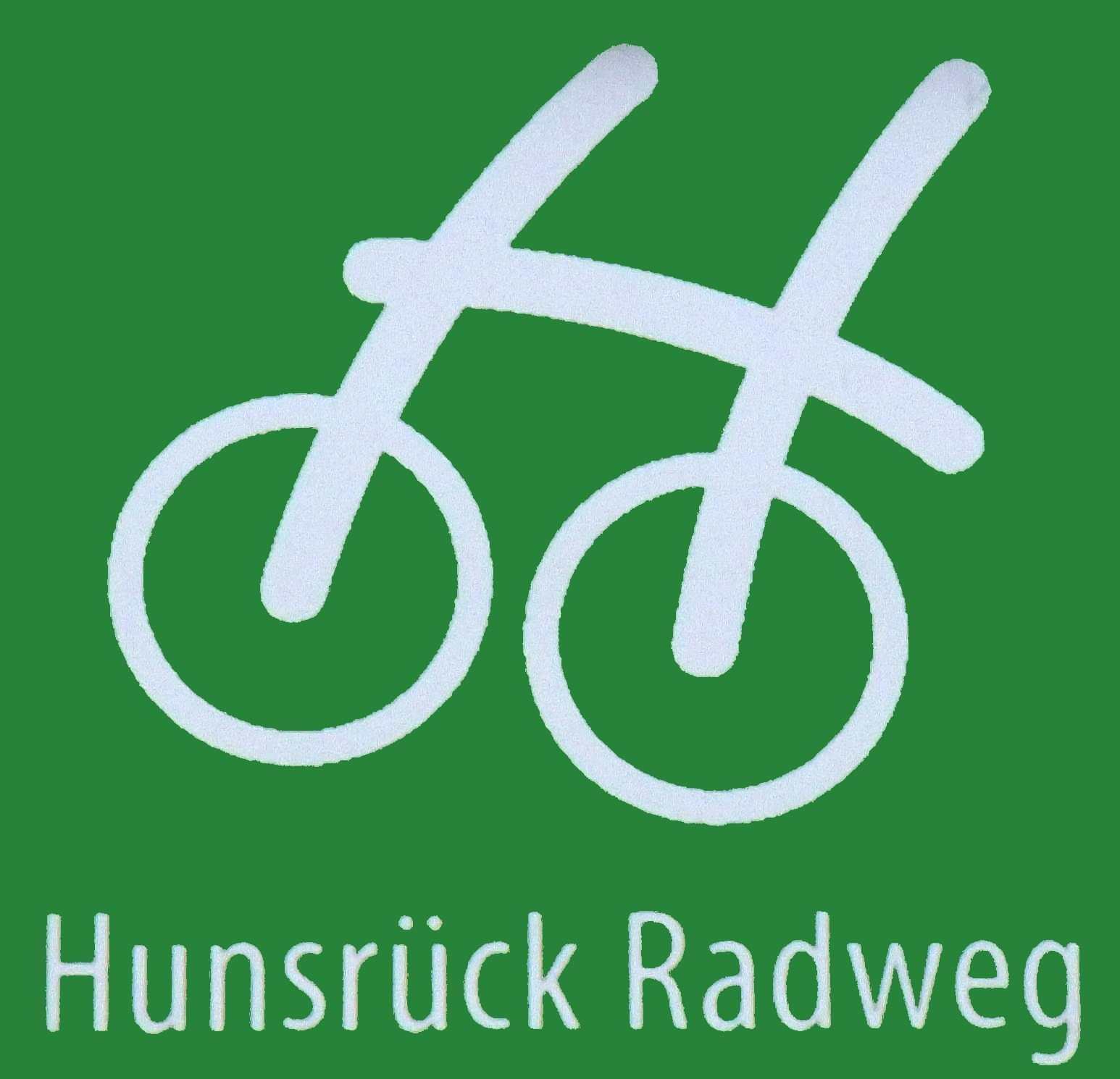
Logo

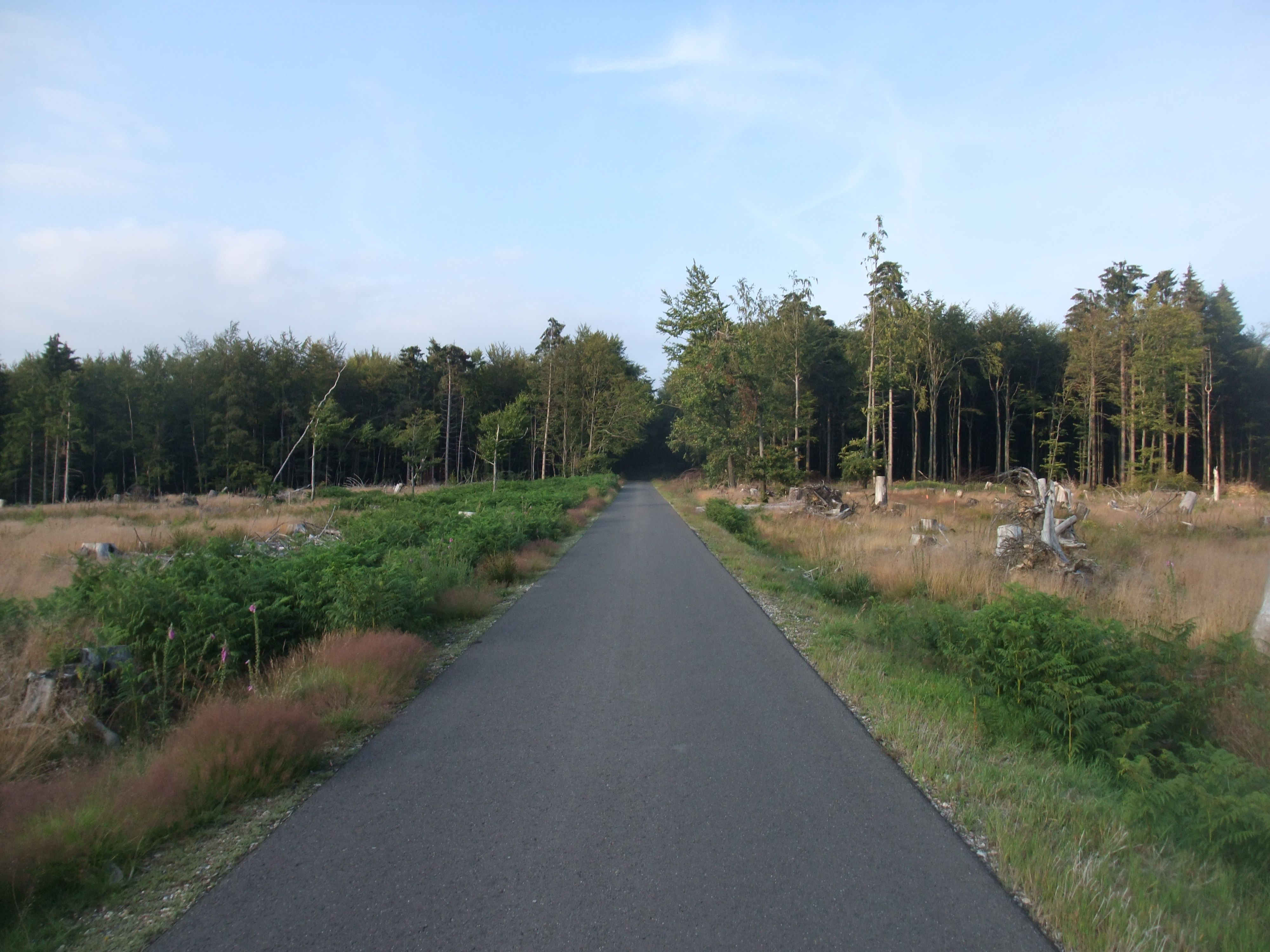
Hunsrück-Radweg bei Malborn im Schwarzwälder Hochwald

Der im Mai 2011 eröffnete Hunsrück-Radweg führt von Saarburg an der Saar über die Höhen des Hunsrücks nach Bacharach am Rhein. Auf einer Länge von rund 155 km erschließt er als großräumige West-Ost-Verbindung den gesamten Hunsrück. Aus dem Tal der Saar steigt der Radweg entlang der nördlichen Ausläufer des Schwarzwälder Hochwaldes hinauf zum Erbeskopf, der höchsten Erhebung in Rheinland-Pfalz. Über Morbach, Kirchberg und Simmern verläuft er nördlich von Idar- und Soonwald, bevor er von dem Hunsrück-Hauptkamm talwärts in Richtung Rheinebene abfällt. Die Anstiege aus dem Saartal sowie, in umgekehrter Fahrtrichtung, aus dem Rheintal erreichen auf kurzen Abschnitten bis zu 10 Prozent Steigung. Auf der Gesamtstrecke sind 1568 Hm an Anstiegen und 1647 Hm an Abstiegen zu bewältigen.
Die Wegeführung erfolgt zu 74 Prozent (115 km) auf Forst- und Wirtschaftswegen oder bestehenden Radwegen und zu 26 Prozent (40 km) auf wenig befahrenen Landstraßen. 87 Prozent des Radwegs sind asphaltiert, bei 13 Prozent der Strecke handelt es sich um eine wassergebundene Schotterdecke. Der Radweg wird für geübte Freizeitradler empfohlen, die Streckenabschnitte von Zerf nach Hermeskeil und im weiteren Verlauf zwischen Morbach und Simmern eignen sich aber auch für Gelegenheitsradler. Der Radweg ist für alle Tourenräder geeignet und ist durchgängig beschildert. Das Logo des Radweges zeigt ein weißes Fahrrad auf grünem Grund; zudem trägt es den Schriftzug „Hunsrück Radweg“. Insgesamt umfasst der Hunsrück-Radweg vier Etappen zwischen 30 und 45 km Länge.

## Etappen
- Saaraufstieg (Saarburg – Zerf – Kell am See, 30 km): Der Aufstieg aus dem Saartal bestimmt den ersten Teil dieser Etappe. Hinter Saarburg geht es zunächst leicht bergauf durch die Weinberge. Ein steiler Abschnitt ab Irsch schließt sich an, bevor der Radweg hinter dem Kalfertshaus hinab ins Ruwertal führt. Dem Verlauf der Ruwer folgt der Radweg, teilweise auf der ehemaligen Bahntrasse der Hochwaldbahn, bis nach Kell am See.
- Hochwald (Kell am See – Hermeskeil – Erbeskopf – Morbach, 45 km): Zwischen Kell und Hermeskeil greift der Radweg erneut auf die ausgebaute Bahntrasse der stillgelegten Hochwaldbahn zurück. Durch den Staatsforst steigt er nahe an den Gipfel des Erbeskopfes heran, mit 816 m der höchste in Rheinland-Pfalz. Etwa zwischen Sandkopf, Ruppelstein und Erbeskopf verläuft die Etappe auf der sogenannten Pfaffenstraße. Eine langgezogene, gewundene Talfahrt nach Morbach beschließt diese Etappe.
- Hunsrückhöhen (Morbach – Kirchberg – Simmern/Hunsrück, 45 km): Vorbei an der Ruine Baldenau kurz hinter Morbach streift der Radweg die Ausläufer des Idarwaldes. In nordöstlicher Richtung steuert er nun auf den Flughafen Hahn zu, der bei Büchenbeuren linker Hand in Sichtweite kommt. Über Sohren und Kirchberg führt der Weg – verschiedenen Bachläufen folgend – nach Simmern.
- Rheinabfahrt (Simmern – Rheinböllen – Niederheimbach – Bacharach, 35 km): Die vierte Etappe ist geprägt von Weitsichten über die Hunsrückhöhen. Über Argenthal und Ellern erreicht man Rheinböllen, wo die A 61 unterquert wird. Aus dem Guldenbachtal geht es hinauf auf die Höhen des Binger Waldes oberhalb des Rheins. Nach einer Talfahrt gelangt man ins Rheintal bei Niederheimbach. Hunsrück- und Rhein-Radweg verlaufen durch das UNESCO-Welterbe Oberes Mittelrheintal gemeinsam nach Bacharach.

## Anschlussradwege
1. Saarburg: Saar-Radweg (Konz – Saargemünd)
2. Zerf bis Hermeskeil: Ruwer-Hochwald-Radweg (Trier-Ruwer – Hermeskeil) und Rheinland-Pfalz-Radroute (Mainz – Mainz, Rundstrecke)
3. Hermeskeil: Primstal-Radweg (Hermeskeil – Nonnweiler – Dillingen/Saar)
4. Morbach: Nahe-Hunsrück-Mosel-Radweg (nach Neumagen-Dhron)
5. Horbruch: Nahe-Hunsrück-Mosel-Radweg (nach Fischbach)
6. Büchenbeuren: Hunsrück-Mosel-Radweg (nach Treis-Karden)
7. Sohren: Nahe-Hunsrück-Mosel-Radweg (nach Zell)
8. Kirchberg: Lützelsoon-Radroute (Kirchberg – Kirn)
9. Simmern: Schinderhannes-Soonwald-Radweg (Simmern – Gemünden)
10. Simmern: Schinderhannes-Radweg (Simmern – Kastellaun – Emmelshausen)
11. Niederheimbach: Rhein-Radweg (Bingen – Rolandseck)